# Алауддин Аттар
Ала-ад-дин Мухаммад ибн Мухаммад аль-Аттар (ум. 1400) — исламский религиозный деятель, духовный лидер суфийского тариката хаджаган-накшбанди. Шейх, семнадцатый в золотой цепи преемственности шейхов тариката. Мюрид и преемник Бахауддина Накшбанда.

## Биография
Его полное имя: Ала-ад-Дин Мухаммад ибн Мухаммад ибн Мухаммад аль-Бухари аль-Аттар. О раннем детстве Алауддина Аттара сведений почти не сохранилось. Известно, что он был родом из Хорезма. Прозвище «Аттар» (аптекарь, парфюмер) говорит о том, что происходил он из семьи торговца благовониями. По всей видимости, ещё ребёнком Алауддин со своими родителям переехал в Бухару. Его отец Мухаммад Аттари владел несколькими лавками на бухарском базаре, и подросток часто помогал ему в торговле.
Алауддин учился в медресе, когда умер отец. Отказавшись от своей доли наследства в пользу братьев, он сосредоточился на учёбе. Ещё будучи студентом, юноша решил встать на путь дервиша ордена Хаджаган. Поэтому большое внимание он уделял изучению богословских наук и особенно преуспел в тасаввуфе. Алауддин мечтал стать учеником Бахауддина Накшбанда и нашёл самый короткий путь к сердцу шейха, посватавшись к его дочери. За душой жениха не было ничего, кроме рваной циновки, на которой он спал, двух камней, которые он использовал вместо подушки, да старого кувшина для омовения. Но Бахауддина подкупили его блестящий ум, глубокие знания и подвижнический образ жизни. Алауддин стал членом семьи великого шейха, но стать учеником Шаха Накшбанда ему мешали юношеский максимализм, излишняя горячность и чрезмерная гордость. Чтобы усмирить необузданный нрав зятя, шейх Бахауддин заставил его покинуть медресе и переехать в свой дом в Касри-Хиндуван. Он ввёл его в тарикат, но всё время держал при себе, периодически проводя таваджух (очищение сердца). «Я держу его рядом с собой с целью уберечь от волка. А волк — это его нафс», — объяснял Шах Накшбанд окружающим. Наконец, он устроил своему зятю испытание: Алауддин должен был подобно женщине ходить по базарам и площадям с подносом на голове и продавать яблоки, причём периодически совершать это на глазах своих братьев. Преодолев стыд и перенеся упрёки родных, послушник шейха Бахауддина прошёл испытание и стал его мюридом.
К моменту вхождения Алауддина Аттара в орден Хаджаган у Бахауддина Накшбанда уже был достойный ученик, который считался его вероятным преемником — Мухаммад Парса. Однако Аттар пользовался бо́льшим благоволением со стороны великого шейха и уже скоро стал его первым халифа (заместителем). Между двумя лучшими учениками Шаха Накшбанада возникло негласное соперничество, затянувшееся на многие годы. Аллауддин Аттар не только получил от их общего муршида иршад, но ещё при жизни шейха Бахауддина стал наставником многих его бывших учеников. От шаха Накшбанда Аттар наследовал и силсилу — преемственную святость. Сам великий шейх по этому случаю говорил: «Алауддин облегчил моё бремя, в нём проявилось сияние, осуществился и усовершенствовался его праведный путь». При этом по воле Бахауддина Накшбанда мюридами Алауддина Аттара стали и Мухаммад Парса, и другой выдающийся ученик шейха и будущий преемник Аттара Якуб Чархи. Произошло это, по всей видимости, незадолго до смерти Шаха Накшбанда, так как Якуб Чархи вскоре после похорон своего учителя уехал в Бадахшан, а затем в Хорасан, так и не присягнув Алауддину Аттару. Новому шейху даже пришлось посылать гонца в Чарх напомнить Якубу Чархи о завещании Бахауддина.
После смерти Бахауддина Накшбанда, случившейся в 1389 году, внутри ордена Хажаган началась борьба за лидерство между Алауддином Аттаром и Мухаммадом Парсой. Возникла реальная угроза раскола общины, но два выдающихся человека всё же смогли преодолеть разногласия. Парса признал за Алауддином Аттаром право быть продолжателем дела шейха Бахауддина, получив взамен должность шейх-уль-ислама в Балхе. Аттар же обосновался в Чаганиане близ Бухары, где основал свою суфийскую школу.
Шейх Алауддин Аттар требовал от своих мюридов неукоснительного подчинения. Он считал, что муршид для ищущих Аллаха подобен пророку, и мюриды могут достичь духовного совершенства только посредством общения с авлия (шейхами).

Цели можно достигнуть лишь через любовь и довольство муршида, — учил Аттар, — Поэтому первая обязанность мюрида — это заслужить довольство и благоволение муршида. Так как все двери, кроме двери его муршида, для мюрида закрыты. Поэтому, для него нет другого выхода, как повиноваться ему. Ведь и мюрид, в сущности, есть тот, кто вверил себя и свою волю муршиду и Всевышнему.— Хасан Камиль Йылмаз. Золотая Сильсиля. Цепь Преемственности шейхов тариката Накшибандийя-Халидийя.
Логическим продолжением такой позиции Алауддина Аттара стало введение в практику тариката рабиты — духовной связи человека с Богом посредством совершенного учителя, которым мог являться только шейх. При этом рабиту в совокупности с муракабой (очищением от дурных помыслов и страстей) он ставил даже выше зикра. Однако, несмотря на всю строгость установленных правил, отказ мюрида от собственной воли носил, скорее, добровольный характер. За ним сохранялось не только право самому выбирать себе муршида, но и менять учителя в процессе обучения.
Большое внимание Алауддин Аттар уделял адабу Накшбанди. В этом отношении он был чрезвычайно строг, так как считал, что без адаба невозможно проведение сохбетов. Великий шейх наставлял своих учеников:

Остерегайся совершать поступки, которые могут ранить сердца последователей тасаввуфа. Не забывай соблюдать все правила адаба, находясь рядом с ними, и общаясь с ними. Научись их адабу прежде, чем начнёшь посещать сохбеты. Так как у кого нет адаба — нет тариката.— Хасан Камиль Йылмаз. Золотая Сильсиля. Цепь Преемственности шейхов тариката Накшибандийя-Халидийя.
Своеобразна трактовка шейхом Алауддином постулата Бахауддина Накшбанда о необходимости воспитания мюридов через физический труд. Он применил этот завет своего учителя к понятию халяль, заявив, что «заработанное земледелием в наше время будет ближе к дозволенному после торговли». В проповедях шейха Алауддина также можно наблюдать некоторое послабление в отношении громкого зикра, ранее отвергнутого последователями тариката Накшбанди. Признавая тихий зикр более совершенным, Аттар в то же время допускает громкий зикр как способ оберегания сердца, называя при этом три необходимых условия: вы не должны молчать, если предстали перед злым нашёптыванием вашего сердца; вы не должны молчать, когда направляете своё сердце к памятованию Аллаха; и вы не должны молчать, когда видение внутри вашего сердца велит вам говорить.
Примечательно метание Алауддина Аттара между традицией преемственности, устоявшейся в ордене Хаджаган, и возможностью духовного наследования по принципу генетического родства, свойственного некоторым другим суфийским тарикатам. Перед шейхом Бахауддином такой дилеммы не стояло: у него не было потомков по мужской линии. У Аттара же было четыре сына, старший из которых Хасан Аттар также был зятем Шаха Накшбанда и вполне мог претендовать на право быть его наследником. Результатом колебаний шейха Алауддина стало возникновение побочной линии тариката, получившей название та’ифа 'Ала’ийа, которая, однако, не получила развития и прервалась по смерти его внука Юсуфа. Золотую силсилу и тайные знания ордена чеканщиков Алауддин Аттар всё же передал своему лучшему ученику Якубу Чархи, который был рядом со своим учителем до конца его дней. Ещё одним известным мюридом шейха Алауддина, прославившим его имя, был известный персидский учёный Зайнуддин Абуль-Хасан Али ибн Мухаммад ас-Саид аш-Шариф ал-Джурджани. Известно, что на склоне лет Алауддин Аттар был сильно разочарован нравами, царившими в империи Амира Тимура. Он жаловался на своих мюридов, которые не слишком радели об учёбе и использовали полученные знания на пустые дела.
Литературное наследие Алауддина Аттара не дошло до наших дней, хотя в трудах более поздних исламских богословов имеются ссылки на его труд «Макалат-и Арвах». Шейх Алауддин также выступил в качестве канонического редактора первого макамата (жития) Бахауддина Накшбанда, составленного, по всей видимости, Мухаммадом Парсой. Известны также многочисленные изречения Алауддина Аттара, которые приводятся в некоторых главах Рашахат и Нафахат, а также в сборниках под редакцией Абул-Касима Мухаммада ибн Масуда и Сарвара Мавлаи.
Шейх Алауддин Аттар сам предсказал свою кончину, объявив об этом своим мюридам в начале месяца Раджаб 802-го года по хиджре. Вскоре он тяжело заболел и 20 числа того же месяца (19 марта 1400 года по григорианскому календарю) скончался. Через сорок дней после смерти великого шейха одному из его мюридов было ведение, что пророк Мухаммед даровал Алауддину Аттару право заступничества (шафаат) за тех людей, кто похоронен в 40 фарсахах от его могилы. Мазар шейха Алауддина находится в селении Нувмин.